# Alcalá de Guadaíra (Gerichtsbezirk)
Der Gerichtsbezirk Alcalá de Guadaíra ist einer der 15 Gerichtsbezirke in der Provinz Sevilla.
Der Bezirk umfasst die Gemeinde Alcalá de Guadaíra auf einer Fläche von 284,61 km² mit dem Hauptquartier in Alcalá de Guadaíra.